# Senyawe
Senyawe – wieś w Botswanie w dystrykcie North East. Według spisu ludności z 2011 roku wieś liczyła 1339 mieszkańców.